# Morti nel 1911
| Questa pagina contiene informazioni ricavate automaticamente dalle voci biografiche con l'ausilio del template Bio e di un bot. L'aggiornamento è periodico e automatico e ricostruisce completamente la pagina. Se manca una persona in questa lista, sei pregato di non aggiungerla, ma accertati piuttosto che la sua voce biografica contenga il template Bio e che i dati anagrafici siano correttamente compilati. Se il template Bio manca, inseriscilo tu stesso o, in alternativa, metti l'avviso {{tmp\|Bio}} che ne segnala la mancanza. Se i dati riportati sono sbagliati, correggi direttamente la voce biografica; le modifiche saranno visibili in questa lista entro pochi giorni. Per chiarimenti vedi il progetto biografie. La lista contiene solo le 453 persone che sono citate nell'enciclopedia e per le quali è stato implementato correttamente il template Bio. Pagina aggiornata al 18 ago 2025. |

## Gennaio(41)
- 2 gennaio - Paolo Medini, basso italiano (n. 1837)
- 3 gennaio - Richard Henn Collins, avvocato irlandese (n. 1842)
- 3 gennaio - Abd al-Ahad Khan, sovrano uzbeko (n. 1859)
- 3 gennaio - Alexandros Papadiamantis, scrittore greco (n. 1851)
- 4 gennaio - Stephen Benton Elkins, politico statunitense (n. 1841)
- 4 gennaio - Giacinto Guglielmi, politico italiano (n. 1847)
- 4 gennaio - Ludwig Jeep, filologo classico tedesco (n. 1846)
- 4 gennaio - Francesco Segna, cardinale italiano (n. 1836)
- 5 gennaio - Stefano Bruzzi, pittore italiano (n. 1835)
- 5 gennaio - Marcelina Darowska, religiosa polacca (n. 1827)
- 6 gennaio - John Aird, ingegnere inglese (n. 1833)
- 8 gennaio - Pietro Gori, anarchico, giornalista e avvocato italiano (n. 1865)
- 9 gennaio - Eduardo Rusjan, aviatore austro-ungarico (n. 1886)
- 11 gennaio - Alberto Rondani, poeta e letterato italiano (n. 1846)
- 12 gennaio - Georg Jellinek, giurista tedesco (n. 1851)
- 13 gennaio - Paolina Giorgi, cantante, attrice e imprenditrice italiana (n. 1883)
- 14 gennaio - Angelo De Carlini, naturalista italiano (n. 1862)
- 15 gennaio - Carolina Coronado, scrittrice e attivista spagnola (n. 1820)
- 16 gennaio - Wilhelm Berger, compositore, pianista e direttore d'orchestra tedesco (n. 1861)
- 17 gennaio - Francis Galton, esploratore, biologo e antropologo britannico (n. 1822)
- 18 gennaio - Giuseppe Albini, fisiologo italiano (n. 1827)
- 18 gennaio - Arthur Marvin, direttore della fotografia e regista cinematografico statunitense (n. 1859)
- 19 gennaio - Chizuko Mifune, veggente giapponese (n. 1886)
- 20 gennaio - William Ker, calciatore scozzese (n. 1852)
- 21 gennaio - Erich Gühler, ammiraglio tedesco (n. 1859)
- 22 gennaio - Muhammad Rasul Khanji, principe indiano (n. 1858)
- 23 gennaio - Michail Matveevič Stasjulevič, storico e giornalista russo (n. 1826)
- 23 gennaio - Giuseppe Tomassetti, storico italiano (n. 1848)
- 24 gennaio - Shūsui Kōtoku, politico, giornalista e anarchico giapponese (n. 1871)
- 24 gennaio - Heinrich Mayr, botanico tedesco (n. 1854)
- 24 gennaio - David Graham Phillips, scrittore e giornalista statunitense (n. 1867)
- 24 gennaio - Gudō Uchiyama, monaco buddista giapponese (n. 1874)
- 25 gennaio - Alois Kirnig, pittore ceco (n. 1840)
- 27 gennaio - Paolo Lioy, naturalista, patriota e politico italiano (n. 1834)
- 27 gennaio - Luigi Persoglio, gesuita italiano (n. 1830)
- 28 gennaio - Elizabeth Stuart Phelps Ward, scrittrice e attivista statunitense (n. 1844)
- 29 gennaio - Francesco Albera, scultore italiano (n. 1854)
- 29 gennaio - Adolf von Kröner, editore tedesco (n. 1836)
- 30 gennaio - Theodor Christomannos, magistrato, avvocato e alpinista austro-ungarico (n. 1854)
- 30 gennaio - Angelo Gottardi, presbitero e architetto italiano (n. 1826)
- 31 gennaio - Giuseppe Damiani Almeyda, ingegnere e architetto italiano (n. 1834)

## Febbraio(46)
- 2 febbraio - Sadi Dastarac, calciatore francese (n. 1888)
- 2 febbraio - Charles Méray, matematico francese (n. 1835)
- 3 febbraio - Christian Bohr, fisiologo danese (n. 1855)
- 4 febbraio - Piet Cronje, militare sudafricano (n. 1836)
- 4 febbraio - Stefano Donadoni, pittore italiano (n. 1844)
- 4 febbraio - Enrico Golinelli, avvocato e politico italiano (n. 1848)
- 5 febbraio - Giuseppe Giacomelli, politico italiano (n. 1836)
- 5 febbraio - Adolf Bernhard Meyer, antropologo, ornitologo e entomologo tedesco (n. 1840)
- 5 febbraio - Giuseppe Mya, pediatra italiano (n. 1857)
- 5 febbraio - Charles Hoadley Ashe Ross, tennista britannico (n. 1852)
- 8 febbraio - Domenico Augimeri, pittore italiano (n. 1834)
- 8 febbraio - Joaquín Costa, politologo spagnolo (n. 1846)
- 8 febbraio - Antonio Feruglio, vescovo cattolico italiano (n. 1841)
- 8 febbraio - Gustaf Fröding, poeta svedese (n. 1860)
- 9 febbraio - Donato Di Marzo, avvocato e politico italiano (n. 1840)
- 10 febbraio - Carlo Munier, mandolinista e compositore italiano (n. 1859)
- 11 febbraio - Albert Salomon von Rothschild, banchiere, filantropo e collezionista d'arte austriaco (n. 1844)
- 11 febbraio - Patrick John Ryan, arcivescovo cattolico irlandese (n. 1831)
- 12 febbraio - Francesco De Seta, prefetto e politico italiano (n. 1843)
- 12 febbraio - Émile-Louis Foubert, pittore francese (n. 1848)
- 13 febbraio - Joseph Colgan, arcivescovo cattolico irlandese (n. 1824)
- 14 febbraio - Leone Antolini, insegnante, filantropo e patriota italiano (n. 1825)
- 14 febbraio - Enrico Coleman, pittore italiano (n. 1846)
- 15 febbraio - Michelangelo De Cesare, politico italiano (n. 1827)
- 15 febbraio - Theodor Escherich, batteriologo e pediatra tedesco (n. 1857)
- 16 febbraio - Cecilia Baring, nobildonna inglese (n. 1834)
- 16 febbraio - Edward Hitchcock, medico e educatore statunitense (n. 1828)
- 17 febbraio - Isabel Agnes Cowper, incisore e fotografa britannica (n. 1826)
- 19 febbraio - Paul Morton, politico statunitense (n. 1857)
- 20 febbraio - Aleksandr Aleksandrovič Kopylov, violinista e compositore russo (n. 1854)
- 20 febbraio - Domenico de Roberto, avvocato, giurista e politico italiano (n. 1849)
- 21 febbraio - Francesco Biangardi, scultore italiano (n. 1832)
- 21 febbraio - Francesco Certo, vescovo cattolico italiano (n. 1849)
- 21 febbraio - Bortolo Foratti, avvocato, imprenditore e politico italiano (n. 1845)
- 21 febbraio - Atenógenes Silva y Álvarez Tostado, arcivescovo cattolico messicano (n. 1848)
- 23 febbraio - Richard Henry Beddome, militare e naturalista britannico (n. 1830)
- 23 febbraio - Quanah Parker, condottiero nativo americano (n. 1845)
- 23 febbraio - Beniamino Sadun, medico italiano (n. 1818)
- 23 febbraio - Giuseppina Vannini, religiosa italiana (n. 1859)
- 25 febbraio - Luciano Ferragni, avvocato e politico italiano (n. 1853)
- 25 febbraio - Frances Harper, attivista, poetessa e scrittrice statunitense (n. 1825)
- 25 febbraio - Friedrich Spielhagen, scrittore tedesco (n. 1829)
- 25 febbraio - Fritz von Uhde, pittore tedesco (n. 1848)
- 26 febbraio - Domenico Primerano, militare e politico italiano (n. 1829)
- 28 febbraio - Auguste Angellier, poeta francese (n. 1848)
- 28 febbraio - Ida Baccini, giornalista e scrittrice italiana (n. 1850)

## Marzo(37)
- 1º marzo - Jacobus Henricus van 't Hoff, chimico olandese (n. 1852)
- 4 marzo - Fialho de Almeida, scrittore portoghese (n. 1857)
- 6 marzo - Amalia Streitel, religiosa tedesca (n. 1844)
- 6 marzo - William Worrall Mayo, medico inglese (n. 1819)
- 6 marzo - Luigi Rossi, avvocato, politico e filantropo italiano (n. 1852)
- 7 marzo - Antonio Fogazzaro, scrittore e poeta italiano (n. 1842)
- 7 marzo - Gustavo Uzielli, mineralogista, storico e patriota italiano (n. 1839)
- 8 marzo - Cristoforo Grisanti, presbitero italiano (n. 1835)
- 9 marzo - Lucinda Banister Chandler, scrittrice statunitense (n. 1828)
- 10 marzo - Henry Brudenell-Bruce, V marchese di Ailesbury, politico e ufficiale inglese (n. 1842)
- 11 marzo - Ernst Brenner, politico svizzero (n. 1856)
- 12 marzo - Augusto Pierantoni, giurista e politico italiano (n. 1840)
- 12 marzo - Luigi Serena, pittore italiano (n. 1855)
- 13 marzo - Percy Scawen Wyndham, politico e ufficiale inglese (n. 1835)
- 13 marzo - Giuseppe Sciuti, pittore italiano (n. 1834)
- 15 marzo - William Dunnington Bloxham, politico statunitense (n. 1835)
- 17 marzo - Filippo Franzoni, pittore e fotografo svizzero (n. 1857)
- 17 marzo - Friedrich Haase, attore e direttore teatrale tedesco (n. 1827)
- 17 marzo - August Lucae, medico tedesco (n. 1835)
- 21 marzo - Luchino Dal Verme, generale, politico e scrittore italiano (n. 1838)
- 21 marzo - Sardar Singh, indiano (n. 1880)
- 22 marzo - Charlotte Bournonville, mezzosoprano danese (n. 1832)
- 23 marzo - Giovanni Donadoni, politico italiano (n. 1853)
- 23 marzo - Reinhard Kekulé von Stradonitz, archeologo tedesco (n. 1839)
- 23 marzo - Oscar Roty, disegnatore e medaglista francese (n. 1846)
- 24 marzo - Dragan Cankov, politico bulgaro (n. 1828)
- 24 marzo - Clotilde Micheli, religiosa italiana (n. 1849)
- 25 marzo - Giuseppe Missori, militare italiano (n. 1829)
- 26 marzo - Giuseppe Carnazza Amari, giurista e politico italiano (n. 1837)
- 26 marzo - Henry Sylvester Williams, avvocato, attivista e scrittore trinidadiano (n. 1869)
- 28 marzo - Giuseppe Cei, aviatore e ingegnere italiano (n. 1889)
- 28 marzo - Nikolaj Nikolaevič Šipov, ufficiale russo (n. 1846)
- 29 marzo - Alexandre Guilmant, compositore e organista francese (n. 1837)
- 29 marzo - Ram Singh di Dholpur, principe indiano (n. 1883)
- 30 marzo - Pellegrino Artusi, scrittore, gastronomo e critico letterario italiano (n. 1820)
- 30 marzo - Ellen Swallow Richards, ingegnere e chimica statunitense (n. 1842)
- 31 marzo - August Eduard Schliecker, pittore tedesco (n. 1833)

## Aprile(36)
- 1º aprile - Martin Greif, poeta e scrittore tedesco (n. 1839)
- 4 aprile - Kostjantyn Jakovyč Kryžyc'kyj, pittore ucraino (n. 1858)
- 7 aprile - Gaetano Esposito, pittore italiano (n. 1858)
- 7 aprile - Giovanni Galeazzo Frigerio, militare e politico italiano (n. 1841)
- 8 aprile - Aristide Bari, sindacalista italiano (n. 1858)
- 8 aprile - Vasilij Vasil'evič Novickij, politico russo (n. 1863)
- 10 aprile - Samuel Loyd, scacchista e compositore di scacchi statunitense (n. 1841)
- 10 aprile - Pietro Pajetta, pittore italiano (n. 1845)
- 10 aprile - Edward Palmer, botanico e archeologo britannico (n. 1829)
- 10 aprile - Mikalojus Konstantinas Čiurlionis, compositore e pittore lituano (n. 1875)
- 11 aprile - Cesare Sambucetti, arcivescovo cattolico italiano (n. 1838)
- 13 aprile - Augusto Franzoj, giornalista e esploratore italiano (n. 1848)
- 13 aprile - Giovanni Oddone, avvocato e politico italiano (n. 1826)
- 14 aprile - Simón Berthold, rivoluzionario e guerrigliero messicano
- 14 aprile - Addie Joss, giocatore di baseball statunitense (n. 1880)
- 14 aprile - Paolo Rotta, presbitero e storico italiano (n. 1832)
- 14 aprile - Daniel Paul Schreber, giurista e scrittore tedesco (n. 1842)
- 15 aprile - Oscar Creighton, avventuriero statunitense (n. 1877)
- 15 aprile - Anna Judic, soprano e attrice teatrale francese (n. 1849)
- 15 aprile - Georg Knorr, imprenditore tedesco (n. 1859)
- 15 aprile - Antoine Lumière, pittore e fotografo francese (n. 1840)
- 15 aprile - Wilma Neruda, violinista ceca (n. 1838)
- 16 aprile - George Howard, IX conte di Carlisle, nobile, politico e pittore britannico (n. 1843)
- 17 aprile - Beniamino Cavicchioni, cardinale e arcivescovo cattolico italiano (n. 1836)
- 19 aprile - Ivan Grohar, pittore sloveno (n. 1867)
- 21 aprile - Oluf Landnes, ginnasta e multiplista statunitense (n. 1874)
- 23 aprile - Filiberto Frescot, ingegnere e politico italiano (n. 1827)
- 25 aprile - Emilio Salgari, scrittore italiano (n. 1862)
- 25 aprile - Eugène Jacob de Cordemoy, botanico e medico francese (n. 1835)
- 26 aprile - Vittorio Barichella, architetto e bibliotecario italiano (n. 1830)
- 26 aprile - Raffaele Girondi, pittore italiano (n. 1873)
- 28 aprile - Zaccaria Treves, medico italiano (n. 1869)
- 29 aprile - Giorgio di Schaumburg-Lippe, sovrano tedesco (n. 1846)
- 29 aprile - Eugenio Scamporlino, religioso e presbitero italiano (n. 1827)
- 30 aprile - Stanislaw Brzozowski, filosofo, scrittore e critico letterario polacco (n. 1878)
- 30 aprile - Étienne-Louis Arthur Fallot, medico francese (n. 1850)

## Maggio(28)
- 1º maggio - Makea Takau Ariki, regina cookese (n. 1839)
- 2 maggio - Demetrio Baffa, patriota italiano (n. 1834)
- 4 maggio - Henry Howe Bemrose, politico britannico (n. 1827)
- 6 maggio - Massimiliano Massimo, gesuita italiano (n. 1849)
- 7 maggio - Michael Masing, generale russo (n. 1836)
- 9 maggio - Thomas Wentworth Higginson, politico e patriota statunitense (n. 1823)
- 9 maggio - Cesare Reduzzi, scultore italiano (n. 1857)
- 13 maggio - Francesco Bonatelli, filosofo italiano (n. 1830)
- 15 maggio - Giuseppe Ippolito Franchi-Verney della Valetta, musicologo e critico musicale italiano (n. 1848)
- 16 maggio - Roberto Bonola, matematico italiano (n. 1874)
- 16 maggio - Gheorghe Manu, generale e politico rumeno (n. 1833)
- 16 maggio - Lorenzo Panepinto, politico italiano (n. 1865)
- 17 maggio - Frederick August Otto Schwarz, imprenditore tedesco (n. 1836)
- 17 maggio - Samuel Hubbard Scudder, entomologo e paleontologo statunitense (n. 1837)
- 18 maggio - Ion Adam, scrittore romeno (n. 1875)
- 18 maggio - Gustav Mahler, compositore e direttore d'orchestra austriaco (n. 1860)
- 19 maggio - Alice Hoschedé, francese (n. 1844)
- 19 maggio - Frederick Porter Vinton, pittore statunitense (n. 1846)
- 21 maggio - Williamina Fleming, astronoma britannica (n. 1857)
- 24 maggio - Dezső Bánffy, politico ungherese (n. 1843)
- 24 maggio - Ernst Julius Remak, neurologo tedesco (n. 1849)
- 24 maggio - Menina Izildinha, portoghese (n. 1897)
- 25 maggio - Vasilij Osipovič Ključevskij, storico russo (n. 1841)
- 27 maggio - Thursday October Christian II, politico britannico (n. 1820)
- 29 maggio - William Schwenck Gilbert, scrittore e librettista britannico (n. 1836)
- 29 maggio - Stephanus Jacobus du Toit, politico e religioso sudafricano (n. 1847)
- 30 maggio - Milton Bradley, imprenditore statunitense (n. 1836)
- 30 maggio - Arturo Faldi, pittore italiano (n. 1856)

## Giugno(33)
- 1º giugno - Caterina Beretta, ballerina italiana (n. 1828)
- 3 giugno - Pietro Mosetig, giornalista e patriota italiano (n. 1833)
- 6 giugno - Felice Tocco, filosofo e storico della filosofia italiano (n. 1845)
- 7 giugno - Carlos Fernández Shaw, poeta e scrittore spagnolo (n. 1865)
- 7 giugno - Benjamin Keys, arciere statunitense (n. 1853)
- 7 giugno - Maurice Rouvier, politico francese (n. 1842)
- 8 giugno - Pietro di Nocera, presbitero e nobile italiano (n. 1840)
- 9 giugno - Carrie Nation, attivista statunitense (n. 1846)
- 9 giugno - Johannes Otzen, architetto tedesco (n. 1839)
- 10 giugno - Giuseppe Ongania, ingegnere e politico italiano (n. 1869)
- 10 giugno - Adolf Wilbrandt, drammaturgo e romanziere tedesco (n. 1837)
- 11 giugno - James Curtis Hepburn, missionario statunitense (n. 1815)
- 13 giugno - Patrick Heeney, compositore irlandese (n. 1881)
- 14 giugno - Johan Svendsen, compositore, direttore d'orchestra e violinista norvegese (n. 1840)
- 15 giugno - Léon Richer, giornalista e filosofo francese (n. 1824)
- 16 giugno - Paolo Funaioli, psichiatra italiano (n. 1848)
- 16 giugno - Edward Shippen, ammiraglio e scrittore statunitense (n. 1826)
- 17 giugno - Gino Vendemini, poeta e politico italiano (n. 1848)
- 17 giugno - Othmar Zeidler, chimico austriaco (n. 1850)
- 20 giugno - Norberto Cassinelli, presbitero italiano (n. 1829)
- 22 giugno - Bruno Klein, compositore e organista statunitense (n. 1858)
- 23 giugno - Cecrope Barilli, pittore italiano (n. 1839)
- 23 giugno - Heinrich Hofmann, pittore tedesco (n. 1824)
- 23 giugno - Thomas Scott, arciere statunitense (n. 1833)
- 25 giugno - Filippo Mariotti, politico italiano (n. 1833)
- 25 giugno - Jānis Poruks, scrittore lettone (n. 1871)
- 25 giugno - Maria Clotilde di Savoia, principessa italiana (n. 1843)
- 26 giugno - Jörgen Vilhem Bergsøe, scrittore e entomologo danese (n. 1835)
- 26 giugno - Riccardo Fabris, funzionario, saggista e patriota italiano (n. 1853)
- 27 giugno - Clemente Pagnani, vescovo cattolico italiano (n. 1834)
- 28 giugno - Raffaele Faraggiana, politico italiano (n. 1841)
- 29 giugno - Costantino De Crescenzo, pianista e compositore italiano (n. 1847)
- 30 giugno - Pirro Aporti, avvocato, giornalista e politico italiano (n. 1834)

## Luglio(31)
- 2 luglio - Carl Folcker, ginnasta svedese (n. 1889)
- 2 luglio - Filomeno Mata, giornalista, rivoluzionario e anarchico messicano (n. 1845)
- 2 luglio - Felix Mottl, compositore e direttore d'orchestra austriaco (n. 1856)
- 4 luglio - Surendra Bikram Prakash, principe e politico indiano (n. 1867)
- 5 luglio - Icilio Bandini, avvocato italiano (n. 1843)
- 5 luglio - Pavel Ippolitovič Kutajsov, politico e generale russo (n. 1837)
- 5 luglio - George Johnstone Stoney, fisico irlandese (n. 1826)
- 5 luglio - Maria Pia di Savoia, principessa (n. 1847)
- 6 luglio - Alessandra di Sassonia-Altenburg, principessa tedesca (n. 1830)
- 6 luglio - Alessandro Prosdocimi, archeologo italiano (n. 1843)
- 7 luglio - Daniel William Coquillett, entomologo statunitense (n. 1856)
- 7 luglio - Rudolf von Fischer-Benzon, bibliotecario e botanico tedesco (n. 1839)
- 7 luglio - László Hegedűs, pittore ungherese (n. 1870)
- 11 luglio - Merritt Giffin, discobolo statunitense (n. 1887)
- 13 luglio - John Gathorne-Hardy, II conte di Cranbrook, politico inglese (n. 1839)
- 13 luglio - Gaetano Zinetti, direttore d'orchestra italiano (n. 1873)
- 14 luglio - Hermann Senator, medico tedesco (n. 1834)
- 15 luglio - Carlo Ademollo, pittore italiano (n. 1824)
- 15 luglio - Louise von Alten, nobildonna tedesca (n. 1832)
- 15 luglio - Fulvia Bisi, pittrice italiana (n. 1818)
- 15 luglio - Victor-Onésime-Quirin Laurans, vescovo cattolico francese (n. 1842)
- 16 luglio - August Harambašić, poeta, scrittore e politico croato (n. 1861)
- 18 luglio - Lorenzo Bellini, archivista italiano (n. 1841)
- 20 luglio - Hermann Schubert, matematico tedesco (n. 1848)
- 21 luglio - Philippe Monnier, scrittore svizzero (n. 1864)
- 22 luglio - Percy Bunting, giornalista inglese (n. 1836)
- 23 luglio - Hanna Barvinok, scrittrice ucraina (n. 1828)
- 25 luglio - Filippo Capocci, organista e compositore italiano (n. 1840)
- 25 luglio - Carmen Sallés y Barangueras, religiosa spagnola (n. 1848)
- 27 luglio - Carlo Songa, pittore e scenografo italiano (n. 1856)
- 31 luglio - Andrea Gloria, paleografo e storico italiano (n. 1821)

## Agosto(30)
- 1º agosto - Edwin Austin Abbey, pittore statunitense (n. 1852)
- 1º agosto - Konrad Duden, filologo, linguista e germanista tedesco (n. 1829)
- 2 agosto - Bob Cole, compositore, attore e drammaturgo statunitense (n. 1868)
- 3 agosto - Reinhold Begas, scultore tedesco (n. 1831)
- 3 agosto - Samuel Gee, medico britannico (n. 1839)
- 4 agosto - Franklin Hiram King, agronomo statunitense (n. 1848)
- 4 agosto - Urbano Rattazzi, giurista italiano (n. 1845)
- 5 agosto - Anton Josef Gruscha, cardinale e arcivescovo cattolico austriaco (n. 1820)
- 6 agosto - Florentino Ameghino, naturalista, zoologo e paleontologo argentino (n. 1853)
- 6 agosto - Anselmo Bassani, matematico italiano (n. 1856)
- 10 agosto - Gaston Achille, schermidore francese (n. 1876)
- 11 agosto - Verner Clarges, attore inglese (n. 1846)
- 12 agosto - Jozef Israëls, pittore olandese (n. 1824)
- 12 agosto - Raimund von Stillfried, fotografo austriaco (n. 1839)
- 14 agosto - Henry Rathbone, militare statunitense (n. 1837)
- 14 agosto - Luigi Vannuccini, direttore d'orchestra e compositore italiano (n. 1828)
- 14 agosto - Yusuf Ali Kenadid, sultano somalo
- 15 agosto - Giuseppe Borgnini, politico italiano (n. 1824)
- 15 agosto - Julian Hall, generale britannico (n. 1837)
- 15 agosto - Albert Ladenburg, chimico tedesco (n. 1842)
- 16 agosto - Paul Georges Dieulafoy, chirurgo e medico francese (n. 1839)
- 17 agosto - Giuseppe Leonardi, patriota italiano (n. 1840)
- 17 agosto - Francis Patrick Moran, cardinale e arcivescovo cattolico irlandese (n. 1830)
- 17 agosto - Petro Nini Luarasi, attivista, presbitero e insegnante albanese (n. 1864)
- 18 agosto - Henry James, I barone James, avvocato e politico inglese (n. 1828)
- 18 agosto - Gregorio Ronca, ammiraglio, scienziato e inventore italiano (n. 1859)
- 22 agosto - Theodor Scheimpflug, fotografo e ufficiale austriaco (n. 1865)
- 23 agosto - Raffaele Piras, vescovo cattolico italiano (n. 1865)
- 25 agosto - Jules Röthlisberger, ingegnere svizzero (n. 1851)
- 31 agosto - Mahbub Ali Khan Siddiqi, Asif Jah VI, principe indiano (n. 1866)

## Settembre(26)
- 3 settembre - Placido Gabrielli, banchiere e politico italiano (n. 1832)
- 3 settembre - Francesco Zaboglio, religioso e missionario italiano (n. 1852)
- 8 settembre - Jan Maurycy Paweł Puzyna de Kosielsko, cardinale e vescovo cattolico polacco (n. 1842)
- 9 settembre - Fermo Rocca, politico e avvocato italiano (n. 1846)
- 10 settembre - Otto Rieth, architetto e pittore tedesco (n. 1858)
- 12 settembre - Ansano Giovannelli, fantino italiano (n. 1858)
- 12 settembre - Christian Gerhard Leopold, ginecologo tedesco (n. 1846)
- 14 settembre - Filippo Bacile di Castiglione, imprenditore, politico e storico italiano (n. 1827)
- 16 settembre - Shunsō Hishida, pittore giapponese (n. 1874)
- 16 settembre - Edward Whymper, alpinista inglese (n. 1840)
- 17 settembre - Giovanni Battista Melzi, letterato e enciclopedista italiano (n. 1844)
- 18 settembre - Luchino Del Mayno, generale e politico italiano (n. 1838)
- 18 settembre - Nripendra Narayan, indiano (n. 1862)
- 18 settembre - Pëtr Arkad'evič Stolypin, politico russo (n. 1862)
- 20 settembre - Robert Hart, I Baronetto, diplomatico britannico (n. 1835)
- 21 settembre - Aḥmad ʿOrābī, ufficiale e politico egiziano (n. 1841)
- 22 settembre - Victor Cadet, nuotatore e pallanuotista francese (n. 1878)
- 24 settembre - Henry Eliot, V conte di St. Germans, nobile inglese (n. 1835)
- 25 settembre - Dmitrij Grigor'evič Bogrov, rivoluzionario russo (n. 1887)
- 26 settembre - Warwick William Wroth, numismatico britannico (n. 1858)
- 27 settembre - Gustave Gobron, imprenditore e politico francese (n. 1846)
- 27 settembre - Maxwell Gordon Lightfoot, pittore britannico (n. 1886)
- 27 settembre - Auguste Michel-Lévy, ingegnere, geologo e mineralogista francese (n. 1844)
- 29 settembre - Giuseppe De Marinis, magistrato e politico italiano (n. 1832)
- 29 settembre - Henry Northcote, I barone Northcote, politico britannico (n. 1846)
- 30 settembre - Louis Joseph Troost, chimico francese (n. 1825)

## Ottobre(34)
- 1º ottobre - Wilhelm Dilthey, filosofo e psicologo tedesco (n. 1833)
- 4 ottobre - Joseph Bell, medico britannico (n. 1837)
- 7 ottobre - John Hughlings Jackson, neurologo britannico (n. 1835)
- 7 ottobre - Elmer McCurdy, criminale statunitense (n. 1880)
- 9 ottobre - Antonio Borrero, politico ecuadoriano (n. 1827)
- 9 ottobre - Jack Daniel, imprenditore statunitense (n. 1850)
- 9 ottobre - Athanase de Charette, militare francese (n. 1832)
- 11 ottobre - Riccardo Brayda, architetto e ingegnere italiano (n. 1849)
- 11 ottobre - Constant Moyaux, architetto e pittore francese (n. 1835)
- 13 ottobre - Miguel Malvar, generale filippino (n. 1865)
- 13 ottobre - Nivedita, missionaria, educatrice e attivista irlandese (n. 1867)
- 13 ottobre - Harry Rickards, attore e impresario teatrale britannico (n. 1843)
- 15 ottobre - Norman Selfe, ingegnere, architetto e inventore inglese (n. 1839)
- 16 ottobre - Augustine Van de Vyver, vescovo cattolico belga (n. 1844)
- 17 ottobre - José López Domínguez, politico spagnolo (n. 1829)
- 18 ottobre - Alfred Binet, psicologo francese (n. 1857)
- 18 ottobre - Tommaso Bruni, economista e scrittore italiano (n. 1838)
- 19 ottobre - Emanuele D'Adda, politico italiano (n. 1847)
- 19 ottobre - Eugene Burton Ely, aviatore statunitense (n. 1886)
- 21 ottobre - Carlo Prinetti, politico e ingegnere italiano (n. 1820)
- 23 ottobre - William Onslow, IV conte di Onslow, politico inglese (n. 1853)
- 24 ottobre - Ida Lewis, statunitense (n. 1842)
- 25 ottobre - Édouard André, architetto del paesaggio e botanico francese (n. 1840)
- 26 ottobre - Enrico Molaschi, musicista e cantante italiano (n. 1823)
- 26 ottobre - Giuseppe Orsi, militare italiano (n. 1885)
- 26 ottobre - Paolo Solaroli di Briona, militare italiano (n. 1874)
- 26 ottobre - Pietro Verri, militare e agente segreto italiano (n. 1868)
- 27 ottobre - Francis Boggs, regista, sceneggiatore e attore teatrale statunitense (n. 1870)
- 27 ottobre - Franz Schwarz, scultore tedesco (n. 1841)
- 28 ottobre - Edoardo Calandra, scrittore e illustratore italiano (n. 1852)
- 28 ottobre - Riccardo Grazioli Lante della Rovere, militare italiano (n. 1887)
- 29 ottobre - Joseph Pulitzer, giornalista, editore e politico ungherese (n. 1847)
- 30 ottobre - Elizabeth Herbert, traduttrice, scrittrice e filantropa inglese (n. 1822)
- 31 ottobre - Henry Christopher McCook, pastore protestante, aracnologo e entomologo statunitense (n. 1837)

## Novembre(24)
- 1º novembre - Gertrude Elizabeth Blood, giornalista, scrittrice e drammaturga irlandese (n. 1857)
- 1º novembre - James Benton Grant, imprenditore, ingegnere minerario e militare statunitense (n. 1848)
- 6 novembre - Gustav Gröber, filologo tedesco (n. 1844)
- 6 novembre - Joseph Victor Widmann, scrittore, giornalista e critico letterario svizzero (n. 1842)
- 8 novembre - Samuel Wilks, medico e biografo britannico (n. 1824)
- 9 novembre - Howard Pyle, illustratore e scrittore statunitense (n. 1853)
- 10 novembre - Calcedonio Reina, pittore e poeta italiano (n. 1842)
- 10 novembre - Giorgio Spezia, ingegnere e mineralogista italiano (n. 1842)
- 10 novembre - Félix Ziem, pittore francese (n. 1821)
- 11 novembre - Teddy Williams, tennista britannico (n. 1866)
- 12 novembre - Andrea Busiri Vici, architetto italiano (n. 1818)
- 13 novembre - Willibald Nagel, fisiologo tedesco (n. 1870)
- 14 novembre - Wilhelm Jensen, scrittore tedesco (n. 1837)
- 16 novembre - Lawrence Feuerbach, pesista e tiratore di fune statunitense (n. 1879)
- 16 novembre - Heinrich Gogarten, pittore tedesco (n. 1850)
- 17 novembre - Francesco Maria Traina, vescovo cattolico italiano (n. 1838)
- 21 novembre - Enoch Marvin Banks, storico statunitense (n. 1877)
- 22 novembre - Paolo Pio Perazzo, francescano italiano (n. 1846)
- 23 novembre - Hugo von Tschudi, storico austriaco (n. 1851)
- 25 novembre - Paul Lafargue, rivoluzionario, giornalista e scrittore francese (n. 1842)
- 25 novembre - Laura Marx, tedesca (n. 1845)
- 26 novembre - Nikola Hristić, politico serbo (n. 1818)
- 27 novembre - Josef Anton Schobinger, politico e architetto svizzero (n. 1849)
- 30 novembre - Johannes Vahlen, filologo classico tedesco (n. 1830)

## Dicembre(36)
- 1º dicembre - Vasilij Maksimovič Maksimov, pittore russo (n. 1844)
- 1º dicembre - Ranieri Simonelli, architetto e politico italiano (n. 1830)
- 1º dicembre - Henry Beresford, VI marchese di Waterford, ufficiale irlandese (n. 1875)
- 5 dicembre - Valentin Aleksandrovič Serov, pittore russo (n. 1865)
- 6 dicembre - Giovanni Pastorelli, militare italiano (n. 1859)
- 7 dicembre - George Henry Lewis, avvocato inglese (n. 1833)
- 7 dicembre - Edmond Saglio, archeologo francese (n. 1828)
- 8 dicembre - Alphonse Legros, pittore, incisore e scultore francese (n. 1837)
- 8 dicembre - Tony Robert-Fleury, pittore francese (n. 1837)
- 9 dicembre - Bernardo Maria di Gesù, presbitero italiano (n. 1831)
- 10 dicembre - Joseph Dalton Hooker, botanico inglese (n. 1817)
- 11 dicembre - Victor Lemoine, botanico francese (n. 1823)
- 11 dicembre - Prithvi del Nepal, re nepalese (n. 1875)
- 12 dicembre - Anatole Bailly, grecista, lessicografo e docente francese (n. 1833)
- 12 dicembre - Honoré Daumet, architetto francese (n. 1826)
- 12 dicembre - Georg Hilmar, ginnasta tedesco (n. 1876)
- 13 dicembre - Giggi Zanazzo, poeta, commediografo e antropologo italiano (n. 1860)
- 16 dicembre - George Robert Milne Murray, botanico scozzese (n. 1858)
- 18 dicembre - Jean-Baptiste Édouard Bornet, botanico francese (n. 1828)
- 18 dicembre - Luigi Guelpa, sindacalista e politico italiano (n. 1843)
- 19 dicembre - John Bigelow, politico e diplomatico statunitense (n. 1817)
- 20 dicembre - Joan Maragall, scrittore spagnolo (n. 1860)
- 20 dicembre - William McGregor, dirigente sportivo scozzese (n. 1846)
- 20 dicembre - Paul Topinard, antropologo e medico francese (n. 1830)
- 21 dicembre - Emilio Estrada, politico ecuadoriano (n. 1855)
- 22 dicembre - Gian Pietro Marcucci Poltri, patriota e militare italiano (n. 1869)
- 23 dicembre - Pavel Pavlovič Bobrov, giornalista, compositore di scacchi e damista russo (n. 1862)
- 23 dicembre - Petar Velimirović, politico serbo (n. 1848)
- 24 dicembre - Carlo Municchi, magistrato, prefetto e politico italiano (n. 1831)
- 24 dicembre - Federico Tonetti, storico italiano (n. 1845)
- 25 dicembre - Mario Lessona, zoologo italiano (n. 1855)
- 25 dicembre - Edoardo Pulciano, arcivescovo cattolico italiano (n. 1852)
- 26 dicembre - Amalia Fossa, soprano italiano (n. 1847)
- 28 dicembre - Walter Copland Perry, storico e avvocato britannico (n. 1814)
- 31 dicembre - Grigorij Grigor'evič Mjasoedov, pittore russo (n. 1834)
- 31 dicembre - Franz von Winckel, ginecologo tedesco (n. 1837)

## Senza giorno specificato(51)
- Victoriano Agüeros, scrittore messicano (n. 1854)
- William George Aston, diplomatico e iamatologo britannico (n. 1841)
- Robert Henry Bartlett, fotografo neozelandese (n. 1842)
- Alessandro Bazzani, scenografo e pittore italiano (n. 1846)
- Anselmo Berlingeri, politico italiano (n. 1852)
- Carlo Carli, politico italiano (n. 1832)
- John Merven Carrère, architetto statunitense (n. 1858)
- Romeo Carugati, giornalista, librettista e critico teatrale italiano (n. 1861)
- Ettore Chendi, scultore italiano (n. 1865)
- Domenico Corona, imprenditore italiano (n. 1825)
- Carolina Coronedi Berti, scrittrice italiana (n. 1820)
- Angelo Costa, pittore italiano (n. 1858)
- Giorgina Saffi, patriota e scrittrice italiana (n. 1827)
- Marc Delafontaine, chimico svizzero (n. 1837)
- Bianca Donadio, soprano francese (n. 1849)
- Léopold Flameng, incisore e pittore belga (n. 1831)
- Mary Fortune, scrittrice australiana
- Thomas Francis Gilroy, politico irlandese (n. 1840)
- Callisto Grandi, serial killer italiano (n. 1849)
- Guelfo Guelfi, politico italiano (n. 1837)
- Guglielmo Guglielmini, pittore e decoratore italiano (n. 1870)
- Alice Hallgarten Franchetti, filantropa e pedagogista statunitense (n. 1874)
- Eugenio Interguglielmi, fotografo italiano (n. 1850)
- Ernest Harold Jones, egittologo britannico (n. 1877)
- Aleksandr Aleksandrovič Kiselëv, pittore russo (n. 1838)
- Émile Levier, medico e botanico svizzero (n. 1838)
- Liu Dekuan, insegnante cinese (n. 1826)
- Christian Lundeberg, politico svedese (n. 1842)
- Maurice Maindron, entomologo francese (n. 1857)
- Carles Mani, scultore spagnolo (n. 1866)
- Camilla Marazzi, pittrice italiana (n. 1885)
- Giacomo Mazza, militare austriaco (n. 1826)
- Ferdinando Ongania, editore italiano (n. 1842)
- Giovanni Pezzotta, pittore italiano (n. 1838)
- Otto Puchstein, archeologo tedesco (n. 1856)
- Nunzio Rapisardi, baritono italiano (n. 1877)
- Riyad Pascià, politico egiziano (n. 1834)
- Aleksandrs Romans, pittore lettone (n. 1878)
- Luigi Rovelli, architetto italiano (n. 1850)
- Silvio Sbricoli, pittore e scultore italiano (n. 1864)
- Ely Smith, politico statunitense (n. 1825)
- Augusto Terenzi, poeta italiano (n. 1870)
- Ugo Valeri, pittore e illustratore italiano (n. 1873)
- Alessandro Venanzio, patriota italiano (n. 1836)
- John Willson Vermillion, poliziotto e pistolero statunitense (n. 1842)
- Wallace Wattles, scrittore statunitense (n. 1860)
- Nikolaj Nikolaevič Zlatovratskij, scrittore russo (n. 1845)
- Xhemal Zogu, politico albanese (n. 1860)
- Gaetano d'Alessandro, arcivescovo cattolico italiano (n. 1834)
- Tristão de Alencar Araripe Jr., scrittore brasiliano (n. 1848)
- Louis-Xavier de Ricard, poeta francese (n. 1843)